# Massif Nabljudenij
Das Massif Nabljudenij (englisch; russisch Массив Наблюдений Massiw Nabljudeni, deutsch ‚Beobachtungsmassiv‘) ist ein Massiv im ostantarktischen Mac-Robertson-Land. Es ragt im südlichen Teil der Prince Charles Mountains auf.
Russische Wissenschaftler benannten es.